# Victor-Claude-Alexandre Fanneau de Lahorie
Victor-Claude-Alexandre Fanneau de Lahorie (* 5. Januar 1766 in Javron; † 29. Oktober 1812 in Paris) war ein französischer General.

## Leben
Lahorie meldete sich 1793 freiwillig zur Armee und wurde noch im selben Jahr zum Sous-lieutenant befördert. Im Jahr 1796 wurde er zum Chef de bataillon und 1800 zum Général de brigade befördert. Obwohl er sich 1800 in der Schlacht bei Hohenlinden auszeichnete, beförderte man ihn trotz des Vorschlages von Moreau nicht zum Général de division. Im September des Folgejahres wurde Lahorie in den nichtaktiven Dienst versetzt. Nachdem Moreau 1804 wegen der angeblichen Verstrickung in die Cadoudal-Verschwörung der Prozess gemacht worden war, verließ Fanneau de Lahorie Frankreich. Er kehrte 1808 aus seinem Exil zurück und wurde 1810 durch die kaiserliche Polizei verhaftet. Claude-François de Malet befreite ihn während seines Staatsstreiches am 23. Oktober 1812 aus dem Gefängnis La Force, da Lahorie ein enger Vertrauter Moreaus war. Nachdem der Staatsstreich gescheitert war, wurde Lahorie am 27. Oktober angeklagt und zwei Tage später mit weiteren Verschwörern standrechtlich erschossen.
Aufgrund eines Verhältnisses mit der Frau von General Joseph Léopold Sigisbert Hugo sagte man Lahorie lange die Vaterschaft von Victor Hugo nach.